# Natascha A. Brunswick

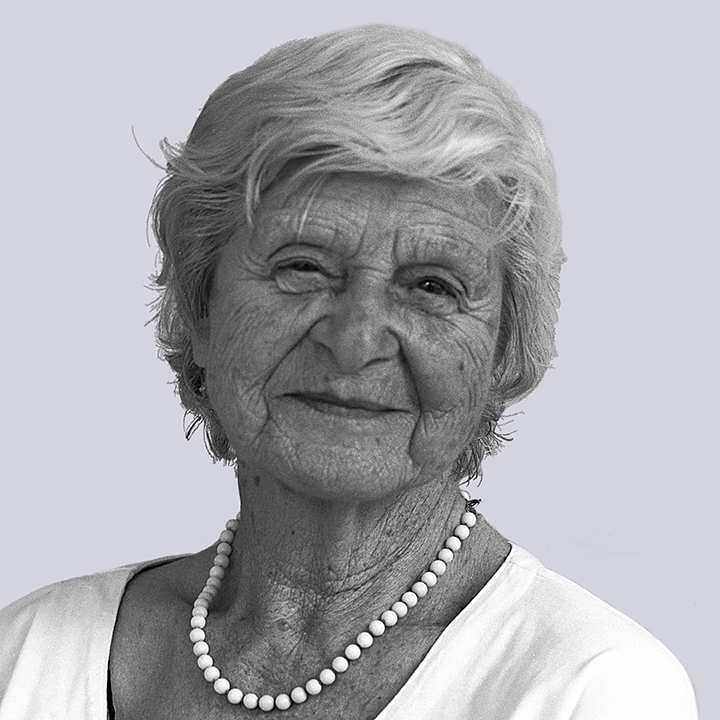
Natascha Artin Brunswick, 2000

Natascha Artin Brunswick, geborene Jasny (* 11. Juni 1909 in St. Petersburg; † 3. Februar 2003 in Princeton) war eine deutsch-amerikanische Mathematikerin und Fotografin.

## Von St. Petersburg nach Hamburg
Natascha A. Brunswicks Eltern waren Naum Michailowitsch Jasny, ein aus Charkiw stammender russischer Jude, der als Nationalökonom arbeitete, und Maria Orlowa, eine russische Adlige und studierte Zahnärztin, die der russisch-orthodoxen Kirche angehörte. Da seinerzeit in Russland Ehen zwischen Russisch-Orthodoxen und Juden verboten waren, konvertierte sie zum Protestantismus. Das Paar heiratete in Finnland.
Naum Jasny arbeitete bei den Menschewiki mit und floh nach der Oktoberrevolution 1917 nach Tiflis. Natascha folgte dem Vater 1920 gemeinsam mit ihrer Mutter und der Schwester Tatjana Naumowna Jasny. Nachdem die Bolschewiken Georgien übernommen hatten, floh die Familie 1922 über das Schwarze Meer via Konstantinopel nach Linz an der Donau. 1924 zog die Familie kurzzeitig nach Berlin und ging von dort nach Hamburg. Natascha Jasny besuchte hier die Oberprima der progressiven Lichtwark-Schule, in der Kunst zu den Schwerpunktfächern gehörte.
Nach dem Abitur 1928 beabsichtigte sie, ein Architekturstudium am Bauhaus Dessau aufzunehmen, was jedoch aufgrund der finanziellen Situation der Familie nicht möglich war. Stattdessen studierte sie Mathematik an der Universität Hamburg und besuchte zusätzlich Vorlesungen der Kunsthistoriker Aby Warburg, Ernst Cassirer und Erwin Panofsky. Das Studium schloss sie 1930 mit einem Magisterexamen ab, verfolgte jedoch eine akademische Laufbahn zunächst nicht weiter.
Am 29. August 1929 heiratete sie ihren Mathematikprofessor Emil Artin, der seit 1923 in Hamburg lehrte. Das Paar zog zunächst in eine Wohnung im Kleekamp 1–5 in Fuhlsbüttel und kurze Zeit später in eine Wohnung im Willersweg 9 in Langenhorn. 1933 kam die Tochter Karin zur Welt, 1934 der Sohn Michael.
Nach der nationalsozialistischen Machtübernahme musste Emil Artin am 27. September 1934 eine Erklärung abgeben, dass seine Ehefrau nicht „arischer“ Abstammung sei. 1937 verlor er wegen der jüdischen Herkunft seiner Frau aufgrund des Gesetzes zur Wiederherstellung des Berufsbeamtentums seine Professur. Im selben Jahr gelang es der Familie, in die USA zu emigrieren. Aufgrund des Verbots, größere Geldmengen auszuführen, ließ die Familie den gesamten modernen und einem neusachlichen Lebensgefühl entsprechenden Hausstand verschiffen. Sie standen zu dieser Zeit in Kontakt mit anderen Exilanten aus Deutschland und Österreich.

## Leben in den USA
In den USA erhielt ihr Mann zunächst einen Lehrstuhl an der University of Notre Dame und ab 1938 an der Indiana University in Bloomington. Dort wurde 1938 das dritte Kind des Ehepaars, Thomas (Tom), geboren. Während des Zweiten Weltkriegs galt Natascha Artin aufgrund ihrer Herkunft als Enemy Alien. Die amerikanische Armee beauftragte sie 1942 trotzdem, Soldaten russischen Sprachunterricht im Rahmen des „Army Specialized Training Program“ an der Universität in Bloomington zu erteilen.
1946 zog die Familie nach New Jersey, wo Emil Artin an der Universität Princeton lehrte. 1958 ließ sich das Ehepaar scheiden, woraufhin Emil Artin nach Hamburg zurückkehrte. Natascha Artin heiratete 1960 in zweiter Ehe den Komponisten und Musikprofessor Mark Brunswick
(1902–1971).
1998 besuchte sie anlässlich des 100. Geburtstages von Emil Artin Hamburg. Hier war sie Gast der Hansestadt im Rahmen des Programms zur „Pflege der Beziehungen zu jüdischen ehemaligen Mitbürgerinnen und Mitbürgern Hamburgs“. Bis zu ihrem Tod 2003 lebte sie in Princeton.

## Wirken als Mathematikerin
Natascha Artin arbeitete nach der Ankunft in New Jersey ab 1946 an der mathematischen Fakultät der New York University unter der Leitung von Richard Courant. Hier übernahm sie 1948 die technische Redaktion der neu gegründeten Zeitschrift Communications on Pure and Applied Mathematics am Courant Institute of Mathematics, die sie bis zu ihrem 80. Lebensjahr 1989 redigierte. Von 1956 bis 1996 arbeitete sie auch als Hauptübersetzerin für das Magazin „Theory of Probability and Its Applications“. Sie unterrichtete neben Mathematik auch Russisch und übersetzte für verschiedene Journale Artikel aus dem Deutschen, Französischen und Russischen.
Sie war für mehr als 50 Jahre Ehrenmitglied der American Mathematical Society.

## Wirken als Fotografin
Schon als Schülerin erstellte Natascha A. Brunswick ungekünstelte Fotografien ihrer Familie und Schulkameraden. Bereits die ersten Bilder bewiesen ein ausgeprägtes natürliches Gestaltungsgefühl, dazu technische Begabung und Organisationstalent. Sie verwendete eine einfache Box und entwickelte die Bilder in dem zeitweise mit schwarzem Tuch zur Dunkelkammer umfunktionierten häuslichen Badezimmer. Von den Negativen ließ sie anstelle der üblichen Kontaktabzüge postkartengroße Abzüge herstellen. Mit einem Ernst-Leitz-Vergrößerungsapparat fertigte sie von den Bildern, die ihr am besten gefielen, Vergrößerungen auf Barytpapier an. Die Kenntnisse dazu las sie sich in Fachbüchern und abonnierten Fotozeitschriften an. Etwa 30 dieser Aufnahmen sind erhalten geblieben, die Negative jedoch nicht mehr vorhanden.
Nach der Hochzeit schenkte ihr Emil Artin, der ebenfalls begeisterter Fotograf war, 1929 in Hamburg eine teure Leica A Kamera. Das schwarzlackierte Standardmodell mit wetterfestem Gummiüberzug, das ab 1925 serienmäßig hergestellt wurde, war mit einem Objektiv Leitz Elmar f = 50 mm l:3,5 ausgestattet. Ein Schlitzverschluss für Momentaufnahmen gestattete Belichtungszeiten von 1/30 bis zu 1/500 Sekunden. Im Gegensatz zu den früheren unhandlichen Fotoapparaten konnten mit der neuen Leica unbemerkt Momentaufnahmen gemacht werden. Das ermöglichte neue Bildsichten und brachte neue Sehgewohnheiten. Dazu experimentierte die junge Frau mit ungewöhnlichen Bildformaten und erstellte handwerklich perfekte Barytabzüge in unterschiedlichen Formaten und Größen.
Der Maler und Bildhauer Heinrich Stegemann, ein Freund der Familie, ermutigte sie zum Fotografieren. Bei technischen Fragestellungen half ihr vermutlich die Berufsfotografin L. Reidemeister, mit der sie eng befreundet war. Die Frauen fotografierten gegenseitig ihre Kinder. Natascha Artin hielt Angehörige, Freunde, Alltagsgegenstände aus ihrer Wohnung und Landschaften im Bild fest. Später zog sie mit der Kamera auf Motivsuche durch Hamburg und fotografierte unter anderem Hafen, Jungfernstieg, das Nikolaifleet, den Baumwall und den Hauptbahnhof. Ein besonderes Interesse galt der Architektur. Ihre Bilder suchten nicht das Spektakuläre, sie liebte einfache Details, helle, klare Linien und war beeinflusst von den Reformideen der Bauhausarchitektur. In den 1930er Jahren brachte sie zudem Bilder von Reisen nach Lübeck, Braunschweig und Hildesheim, nach Amsterdam, Brügge, Gent und Kopenhagen mit. Die Fotografien und die Kamera konnte sie bei ihrer Emigration in die USA mitnehmen.
Als professionelle Fotografin hat sich Natascha Brunswick nie verstanden: „es war eine private Leidenschaft“, erklärte sie, „aber es war auch etwas mehr als knipsen.“
Während des Zweiten Weltkriegs galt Natascha Artin aufgrund ihrer Herkunft als Enemy Alien. Aufgrund der allgegenwärtigen Spionagefurcht konfiszierte die Polizei 1942 daher ihre Kamera. Als sie ihr nach Jahren verstaubt wieder ausgehändigt wurde, hatte die Fotografin die Freude am Fotografieren verloren.
Rund vierzig Jahre später entdeckte ihr Sohn Tom Artin, ein Jazzmusiker und Fotograf, die auf Barytpapier vergrößerten Fotos in einem Schrank. Er erkannte deren Bedeutung und nahm Kontakt zu Hamburger Galerien auf. In der Galerie Kunstgenuss von Petra von Schmude in Hamburg-Eppendorf wurden die Fotos im Jahr 1999 erstmals ausgestellt und fanden große Resonanz. Das Museum für Kunst und Gewerbe präsentierte die 227 Originalfotografien 2001 in einer eigenen Ausstellung mit dem Titel: Hamburg – wie ich es sah. Photographien aus den zwanziger und dreißiger Jahren. Trotz ihres hohen Alters von damals 91 Jahren reiste Natascha Brunswick zur Ausstellungseröffnung aus New York an. Das Museum bewahrt rund 230 Originalabzüge der Bilder auf; die Negative sind im Besitz der Familie Artin.